# جيمس جوردن (لاعب كريكت)
جيمس جوردن (بالإنجليزية: James Jordan)‏ (21 يونيو 1793 - 10 سبتمبر 1866) هو لاعب كريكت بريطاني (وحمل سابقاً جنسية المملكة المتحدة لبريطانيا العظمى وأيرلندا ومملكة بريطانيا العظمى).